# Earl av Shrewsbury
Earl av Shrewsbury är en ärftlig engelsk earltitel som första gången skapades 1074, och därefter åter skapades 1442.
Bland innehavarna av titeln märks:
- John Talbot, 1:e earl av Shrewsbury, vid skapandet 1442.
- George Talbot, 6:e earl av Shrewsbury
- Charles Talbot, 12:e earl av Shrewsbury, 1:e hertig av Shrewsbury